# جورج إف. بروك
جورج إف. بروك (بالإنجليزية: George F. Brock)‏ هو عسكري أمريكي، ولد في 18 أكتوبر 1872 في كليفلاند في الولايات المتحدة، وتوفي في 12 أكتوبر 1914 في مقاطعة مارين في الولايات المتحدة.